# Рудольф Серкін
Рудольф Серкін (чеськ. Rudolf Serkin; 28 березня 1903, Егер, Богемське королівство Австро-Угорщина — 8 травня 1991, Гілфорд, Вермонт, США) — австро-американський піаніст чеського походження. Вважається одним із найвидатніших інтерпретаторів Бетховена XX століття.

## Ранні роки
Серкін народився в тодішньому Егері, Богемське королівство, Австро-Угорщина (нині Чехія), в родині російського єврея. Його батько, Мордко Серкін, «був російським басом і навчив його читати ноти раніше, ніж він умів читати слова».
Вважаючись вундеркіндом, його відправили до Відня у віці 9 років, де він навчався гри на фортепіано у Ріхарда Роберта, а згодом композиції — у Йозефа Маркса. Дебютував з Віденським філармонічним оркестром у 12 років. З 1918 до 1920 року вивчав композицію у Арнольда Шенберга і брав активну участь у Товаристві Шенберга для приватного виконання музики.

## Кар'єра
Серкін почав регулярну концертну кар'єру в 1920 році, живучи в Берліні з німецьким скрипалем Адольфом Бушем і його сім'єю, яка включала тоді 3-річну доньку Ірен, з якою Рудольф одружився через 15 років.
1921 року, у віці 17 років, дебютував у Берліні, виступаючи в ансамблі Буша як соліст на клавішних у Бранденбурзькому концерті № 5. Наприкінці концерту Буш сказав Серкіну зіграти на біс перед захопленою публікою. Пізніше Серкін повідомив, що він запитав Буша: «У що мені грати?» і Буш «жартома» сказав йому зіграти Гольдберг-варіації, «і я сприйняв його серйозно. Коли я закінчив, залишилося лише четверо людей: Адольф Буш, Артур Шнабель, Альфред Ейнштейн і я».
У 1920-х і на початку 1930-х років виступав по всій Європі як соліст, а також з Бушем і Квартетом Буша. З приходом до влади в Німеччині Гітлера в 1933 році Серкін і Буші (які не були євреями, але рішуче виступали проти нацистського режиму) виїхали з Берліна до Базеля, Швейцарія.
1933 року вперше виступив у Сполучених Штатах Америки на фестивалі Coolidge у Вашингтон, де він виступав з Адольфом Бушем. 1936 року почав свою сольну концертну кар'єру в США з Нью-Йоркським філармонічним оркестром під керівництвом Артуро Тосканіні. Його виконання Четвертого фортепіанного концерту Людвіга ван Бетховена було добре прийнято критиками; Олін Даунс з «Нью-Йорк Таймс» писав: «Ми рідко чули гру піаніста, яка б так чудово поєднувала глибокий аналіз із артистичним ентузіазмом і теплим почуттям. Так само технічне виконання було чистим і точним, але також прекрасним і поетичним забарвленням». 1937 року Серкін відіграв свій перший сольний концерт у Нью-Йорку в Карнеґі-хол, знову отримавши схвалення критиків. Даунс писав: «Те, що зробив містер Серкін, — це продемонструвати колосальне мистецтво, яке він присвятив найідеалістичнішим цілям».

## Еміграція до США
Невдовзі після початку Другої світової війни в 1939 році Серкіни та Буші емігрували до Сполучених Штатів, де Серкін навчав кілька поколінь піаністів в Інституті музики Кертіса у Філадельфії. З 1968 по 1976 рік — директор інституту. Жив зі своєю зростаючою родиною спочатку в Нью-Йорку, потім у Філадельфії, а також на молочній фермі в сільській місцевості Гілфорд, штат Вермонт. 1951 року Серкін і Адольф Буш заснували музичну школу та фестиваль Марлборо в однойменному місті штату Вермонт, з метою стимулювання інтересу до камерної музики та її виконання в Сполучених Штатах. З 1940-х до 1980-х років зробив численні записи, у тому числі фортепіанний концерт № 4 Бетховена на лейблі RCA Victor, який виконав з симфонічним оркестром NBC під керівництвом Тосканіні. Більшість його записів було зроблено для лейблу Columbia Masterworks, хоча у 1980-х роках він також записував для Deutsche Grammophon і Telarc. Серкін захоплювався музикою Макса Регера, яку відкрив для себе під час роботи з Адольфом Бушем. 1959 року став першим піаністом у Сполучених Штатах, який разом з Юджином Орманді та Філадельфійським оркестром записав фортепіанний концерт Регера, Op. 114.
1963 року Серкін був нагороджений Президентською медаллю Свободи, а у березні 1972 року відзначив свій 100-й виступ із Нью-Йоркським філармонічним оркестром, виконавши фортепіанний концерт № 1 Йоганнеса Брамса. Оркестр і рада директорів також назвали Серкіна почесним членом Нью-Йоркської філармонійно-симфонічного товариства. Такою ж відзнакою були нагороджені Аарон Копленд, Ігор Стравинський і Пауль Гіндеміт. 1986 року відсвяткував свій 50-річний ювілей як запрошений артист з оркестром. Його вважають одним із головних інтерпретаторів музики Бетховена у XX столітті.
Гастролював по всьому світу та продовжував свою сольну кар'єру, доки хвороба не завадила подальшій роботі в 1989 році.

## Особисте життя
1935 року одружився з Ірен Буш, дочкою німецького скрипаля Адольфа Буша. Подружжя стало батьками сімох дітей (один з яких помер у дитинстві), серед яких піаніст Пітер Серкін та віолончелістка Джудіт Серкін. У них було 15 онуків, у тому числі композитор Девід Людвіг і фаготистка Наталя Роуз Врбскі.
Серкін помер від раку 8 травня 1991 року у віці 88 років вдома на своїй фермі в Гілфорді, штат Вермонт. Його вдова Ірен Буш Серкін померла в 1998 році.

## Відзнаки
- Член Американської академії мистецтв і наук (1960)[14]
- Президентська медаль Свободи (1963)
- Премія Ернста Сіменса (1978)
- Нагорода Кеннеді-центру (1981)
- Член Американського філософського товариства (1983)[15]
- Премія Греммі за найкраще камерне виконання (1984)
- Лавреат Національної медалі мистецтв